# Horace Everett

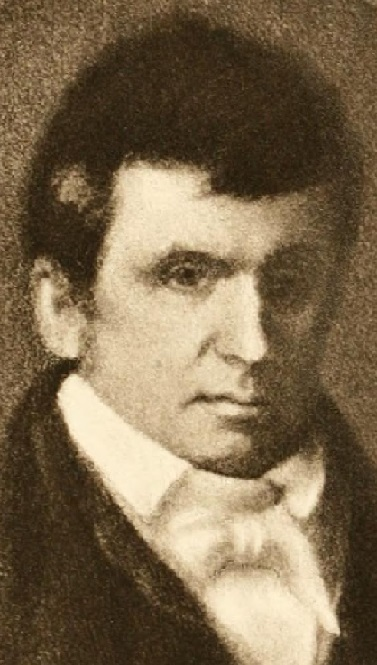
Horace Everett

Horace Everett (* 17. Juli 1779 in Foxboro, Massachusetts; † 30. Januar 1851 in Windsor, Vermont) war ein US-amerikanischer Politiker. Zwischen 1829 und 1843 vertrat er den dritten Wahlbezirk des Bundesstaates Vermont im US-Repräsentantenhaus.

## Werdegang
Nach der Grundschule besuchte Horace Everett die Brown University in Providence (Rhode Island). Anschließend studierte er Jura. Nach seiner im Jahr 1801 erfolgten Zulassung als Rechtsanwalt begann er in Windsor (Vermont) in seinem neuen Beruf zu arbeiten. Zwischen 1813 und 1818 war er Bezirksstaatsanwalt im Windsor County. Zwischen 1819 und 1824 saß er mehrfach als Abgeordneter im Repräsentantenhaus von Vermont. Im Jahr 1828 war er Delegierter auf einer Versammlung zur Überarbeitung der Staatsverfassung. Politisch schloss er sich zunächst der National Republican Party an, die in Opposition zu der von Andrew Jackson gegründeten Demokratischen Partei stand. Nach der Auflösung seiner Partei wurde Everett Mitglied der Whigs.
1828 wurde Everett als Kandidat der Nationalrepublikaner im dritten Distrikt von Vermont in das US-Repräsentantenhaus in Washington gewählt. Dort trat er am 4. März 1829 die Nachfolge von George Edward Wales an. Bei den folgenden sechs Kongresswahlen wurde er jeweils in seinem Mandat bestätigt. Damit konnte er bis zum 3. März 1843 insgesamt sieben Legislaturperioden im Kongress verbleiben. Seit den Wahlen des Jahres 1836 war er dort als Mitglied der Whigs. Während seiner Amtszeit im Repräsentantenhaus kam es zu heftigen Diskussionen um die Politik von Präsident Jackson wegen der Bankenfrage und der Nullifikationskrise mit dem Staat South Carolina. Gegen Ende seiner Amtszeit erlebte er die Spannungen zwischen seiner Partei und dem ursprünglich ebenfalls als Whig-Kandidaten gewählten Präsidenten John Tyler.
Nach dem Ende seiner Zeit im Kongress zog sich Horace Everett aus der Politik zurück. Er starb im Januar 1851 in Windsor.